# Stefanie Dischinger

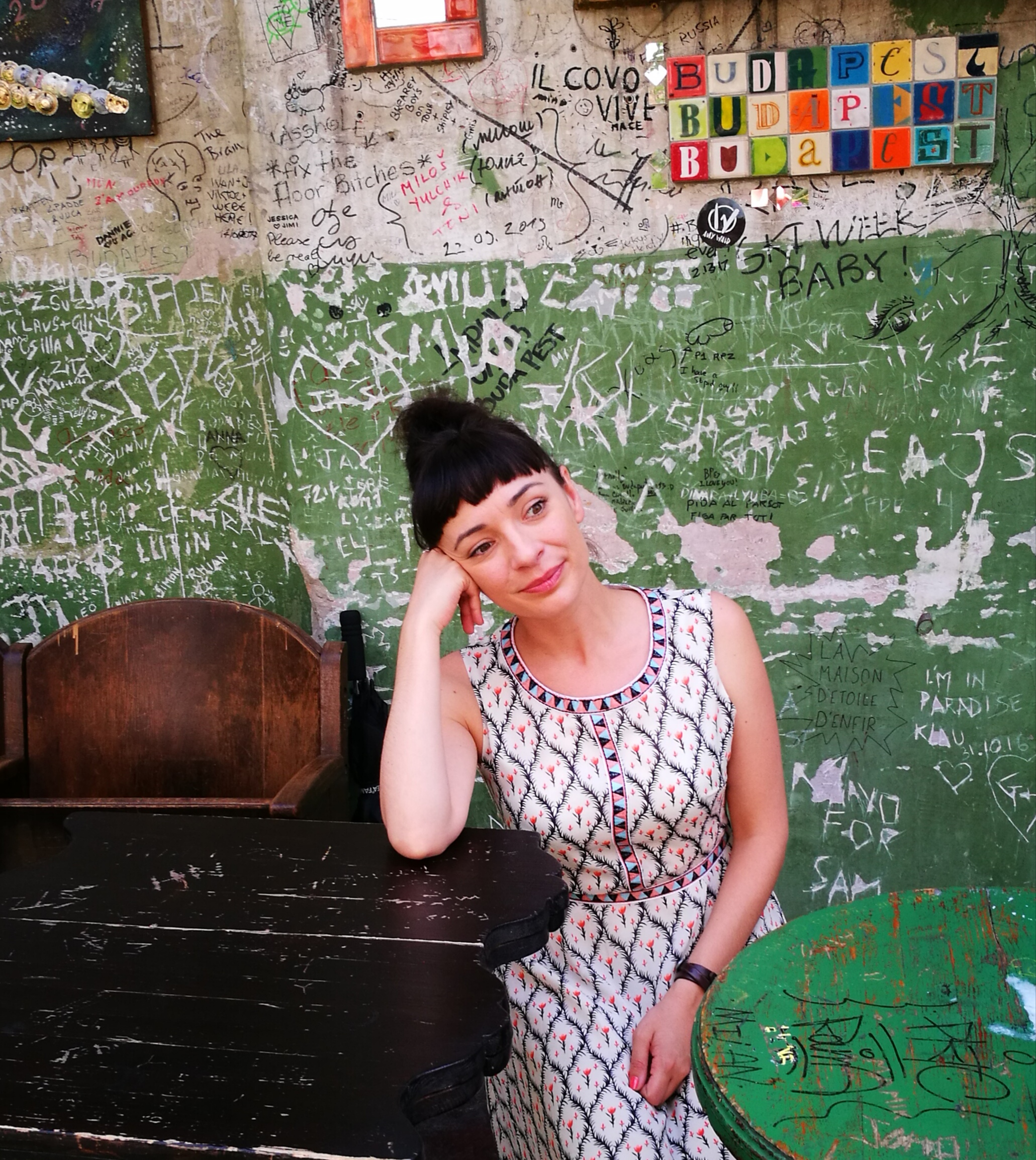
Stefanie Dischinger (2017)

Stefanie Dischinger (* 21. September 1981 in Rosenheim) ist eine deutsche Schauspielerin und Synchronsprecherin.

## Leben
Stefanie Dischinger absolvierte von 2001 bis 2004 eine Ausbildung an der Schauspielschule Charlottenburg. Danach wurde sie als Theater-Schauspielerin tätig und war am Theater Rudolstadt und am Theater Aachen fest engagiert. Zusätzlich hat sie kleine Rollen in Fernsehserien oder ist als Synchronsprecherin aktiv. Hierbei sprach sie bereits über 200 Rollen ein.

## Filmografie (Auswahl)

### Schauspielerin
- 2018: Hubert ohne Staller (Fernsehserie, eine Folge)
- 2019: Die Rosenheim-Cops (Fernsehserie, eine Folge)
- 2021: Marie fängt Feuer: Coming Out

### Synchronsprecherin
- 2014: Tinkerbell und die Legende vom Nimmerbiest als „Fury“ (Animationsfilm)
- 2014–2016: Arrow: Rila Fukushima als „Tatsu Yamashiro“ (Serie)
- 2017: Das Leben ist ein Fest: Eye Haïdara als „Adèle“
- 2018: Lost in Oz als „Langwidere“ (Animations-Serie)
- 2020: Verschwiegen: Betty Gabriel als „Pam Duffy“
- 2020: Lovecraft Country: Jurnee Smollett als „Leti“ (Serie)
- 2021: France: Blanche Gardin als „Lou“
- 2021–2024: CSI: Vegas: Paula Newsome als „Max Roby“ (Serie)
- 2022: Massive Talent: Tiffany Haddish als „Vivian“
- 2022: Bloodlands – Die Goliath-Morde: Charlene McKenna als „DS Niamh McGovern“ (Serie)
- 2022: Moonfall: Carolina Bartczak als „Brenda Lopez“
- 2022: Reasonable Doubt: Emayatzy Corinealdi als „Jax Stewart“ (Serie)